# Gametogeneze
Gametogeneze je tvorba pohlavních buněk – gamet (z řeckého γαμετης = ženatý). Pohlavní buňky vznikají redukčním dělením – meiózou. Ta je evolučně mladší než mitóza. Gamety mají v důsledku redukčního dělení haploidní sadu chromozomů. Vyvíjejí se z buněk zárodečného epitelu pohlavních žláz samčích – varlata (testes) – a samičích – vaječníky (ovaria).
Gametogeneze probíhá ve dvou fázích:
- fáze růstu (proliferace) – prvotní zárodečné buňky (gametogonie) mající diploidní sadu chromozómů se množí mitózou;
- fáze zrání – v gonádách se z gametogonií meiózou vyvíjejí gamety.

Vývoj samčích a samičích pohlavních buněk je značně rozdílný.

## Spermatogeneze

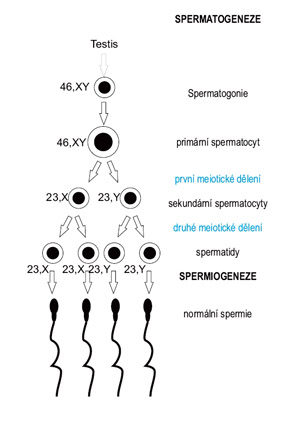
Spermatogeneze

Spermatogeneze (jinak též spermiogeneze) probíhá po celé období pohlavní aktivity. Mužské pohlavní buňky spermie se vyvíjejí v semenotvorných kanálcích varlete. Jejich zrání začíná vlivem pohlavních hormonů v pubertě. Zárodečné buňky spermatogonie opakovaně rostou, obohacují se živinami a mitoticky se dělí na spermatocyty I. řádu. Toto stadium označujeme jako stadium růstu.
Vstoupí-li buňka do stadia zrání, nastává první meiotické dělení. Vznikají prespermatidy (sprematocyty II. řádu). Následuje krátká interkineze (období mezi dvěma cykly dělení), ve které nedochází k replikaci DNA. Druhým meiotickým dělením se vytváří spermatidy, malé buňky s haploidními sadami chromozómů. Presprematidy a spermatidy zůstávají spojeny mezibuněčnými cytoplazmatickými můstky, zajišťujícími synchronizaci vývoje a výměnu produktů genů mezi buňkami. Spermatidy setrvávají v záhybech Sertolliho buněk, které je zásobují pro jejich vývoj důležitými látkami a energií.
Konečným dozráváním mužských pohlavních buněk označovaným jako spermiohistogeneze získávají spermatidy tvar i funkci, které jsou nezbytné pro proniknutí k vajíčku a jeho oplodnění:
- z jádra se formuje hlavička spermie
- centriol vytváří bičík, který se postupně prodlužuje. Energii k pohybu bičíku zajišťují mitochondrie v krčku spermie oxidativní fosforylací;
- z Golgiho komplexu se vytváří akrosomální váček, jehož enzymy jsou nezbytné k proniknutí spermie do vajíčka;
- chromozomy jádra se velmi pevně kondenzují. DNA je fixována do krystaloidní formy bazickými proteiny – protaminy (nahrazují histony). Veškerá genová aktivita je potlačena.

Po dokončení spermiohistogeneze se spermie uvolňují do lumen kanálků a jsou pasivně unášeny do nadvarlete. Z každé zárodečné buňky vzniknou čtyři plnohodnotné spermie.

## Oogeneze

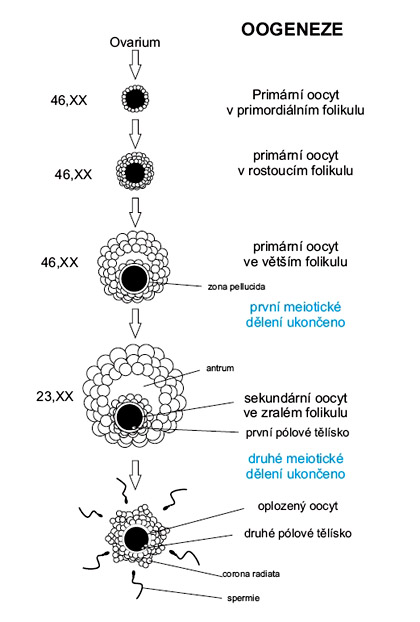
Oogeneze

Ženské pohlavní buňky vajíčka se vyvíjejí ve vaječnících. Lidské vajíčko má průměr 0,1 mm, velikost je druhově specifická. Vajíčko vzniká z buněk zárodečné linie v kůře vaječníků. Ve vaječníku je založeno okolo 2 milionů zárodečných buněk oogonií.
Množení oogonií mitotickým dělením začíná koncem 2. měsíce a končí v 5. měsíci intrauterinního vývoje. K oogoniím se přikládají v jedné vrstvě buňky coelomového epitelu, vznikají tzv. primordiální folikuly. Asi u 50 % oogonií se tato vrstva nevytvoří, buňky hynou apoptózou. Z oogonií vzniknou mitózou oocyty I. řádu (u žen jejich vznik (stadium růstu) končí již do 3. měsíce po narození). Oocyty I. řádu vstupují do meiosy. Profáze 1. zracího dělení probíhá do diplotenního stadia, ve kterém oocyty setrvávají až do hormonální iniciace dalšího zrání, tzv. diktyotenní stadium.
Zrání jednotlivých folikulů pak pokračuje až po pubertě vlivem hormonů. Stimulem k pokračování prvého zracího dělení je u některých druhů progesteron, u jiných změna hladiny estrogenů a progesteronu v průběhu menstruačního cyklu. Stadium zrání probíhá po celé období pohlavní aktivity (u ženy v cyklech Ø 28 dní – dozrává vždy po jednom vajíčku). Během života ženy dozrává asi jen 400–500 vajíček. První meiotickým dělením (v metafázi) z vyvíjejícího se ooccytu vzniknou dvě haploidní buňky: jeden oocyt II. řádu a jedna buňka rudimentární, tzv. pólocyt (pólové tělísko). Buňka zůstává nerozdělena.
Druhé meiotické dělení je iniciováno po ovulaci a dokončeno až po proniknutí spermie do vajíčka, kdy z oocytu II. řádu vznikne jedno vajíčko a druhé pólové tělísko. Zároveň 1. pólocyt prochází ještě mitózou, dělí se ve dvě a všechna 3 pólová tělíska záhy zaniknou a jsou resorbována. V průběhu zrání vajíčka před ovulací jsou některé geny vajíčka intenzivně exprimovány. Probíhá syntéza RNA, proteinů a různých zásobních látek, některé mRNA jsou transportovány do cytoplazmy, kde jsou skladovány v inaktivní formě a aktivovány teprve po oplodnění vajíčka. Další zásobní látky, proteiny i RNA všech typů jsou do vajíčka transportovány z buněk folikulu. Některé zásobní látky jsou syntetizovány v játrech matky a transportovány krví do vajíčka. Struktura vajíčka i množství látek jsou tak významně ovlivněny geny mateřských somatických buněk. Při poruchách hormonální regulace dochází k prodloužení proliferační fáze cyklu označovanému jako „přezrávání“ vajíčka. Následkem je dezintegrace struktury buněk i poruchy dělicího vřeténka a vznik nondisjunkcí chromozómů a aneuploidie plodu.